# 裴寛
裴 寛（はい かん、開耀元年（681年） - 天宝14載（755年））は、唐代玄宗朝の政治家。戸部尚書に昇進した。宰相になることを恐れた李林甫によって陥れられ、左遷された。長安に戻った後に礼部尚書に任じられた。

## 生涯
聡い性質であり、騎射・弾棋（駒を弾いて盤から落としあう遊び）・投壺（壺に矢を投げ入れる遊び）に長けた上に書に通じていた。背が高かったが、貧相でやせていたために、容貌はすぐれていなかったと伝えられる。
景雲年間に潤州参軍事に就任していた時に、贈られた鹿を庭に埋めていたことが、刺史の韋詵に見つけられた。その理由を問われた時、「賄賂となる贈り物は、一切うけとらないことに決めており、埋めることにしました」と答えた。この際に才能が見いだされて、按察判官に引き立てられ、韋詵の娘と婚姻することとなった。韋詵の家族は、裴寛の容貌を笑って婚姻を反対したが、韋詵が強引に押し切ったと伝えられる。
その後、河南丞となり、さらに長安尉となる。宇文融の括戸政策に参画し、江東方面の覆田判官となった。太常博士となり、礼部における建言によって張説に見いだされる。
刑部員外郎に就任していた時、万騎将軍の馬崇が殺人をおかした。権勢をふるっていた王毛仲が圧力をかけてきたが、屈しなかった。河西節度使蕭嵩の判官となり、兵部侍郎に就任する。開元22年（734年）、宰相の裴耀卿が江淮地方の運輸を行う際、その副任を任じられ、戸部侍郎となる。さらに吏部侍郎に就任する。
地方に出されて、蒲州刺史になる。蒲州は干ばつであったが、裴寛が州境に入ると雨が降ってきたと伝えられる。河南尹となり、権貴に屈さずによく治めた。太原尹となり、玄宗に賞された。この時に、禅師の普寂に師事し、僧一行の入滅に立ち会ったという記録が『酉陽雑俎』に残っている（別伝では、普寂の入滅のこととする）。
天宝元年（742年）、陳留郡太守から范陽節度使となる。北平軍使の烏承恩が収賄を起こしたときは、法をもってとりしまった。檀州刺史の何僧献が異民族を生け捕りにしたとき、全員帰したため、異民族・漢人ともに慕われた。
天宝3載（744年）、安禄山が范陽節度使を兼任することになったため、戸部尚書・御史大夫に任じられる。河北の部将たちが入朝した際、裴寛が行った政治を称えて民に慕われていることを話したため、玄宗は賞した上で厚遇しようとしたと伝えられる。
裴敦復が海賊を討伐した際に、その戦功簿が虚偽であることを裴寛が話す。この時、裴寛が宰相になるのを恐れた李林甫によって、その言葉を裴敦復に漏らされる。他のことで自分の裨将が裴寛に捕らえられていた裴敦復は、李林甫を信じる。そのために楊貴妃の姉に賄賂を贈って、玄宗に裴寛の罪を上言する。このため、裴寛は睢陽郡太守に左遷させられた。
天宝5載（746年）、韋堅の事件が起こり、韋堅や李適之と親しくしていた裴寛は、安陸の別駕に左遷させられる。
天宝6載（747年）、李林甫は流罪人たちを殺させようと、羅希奭を派遣する。羅希奭は安陸を通過した時に、裴寛を自殺させようとした。裴寛は叩頭して命乞いをしたため、羅希奭はそのまま通り過ぎた。殺されることを恐れて僧になることを求めたが、許されなかった。
東海郡太守・馮翊太守を歴任し、入朝して礼部尚書となった。75歳で死去し、太子太傅を追贈される。裴寛の政務は清廉・簡明であり、世人から愛され、宰相となることを願われたと伝われる。天宝年間の旧徳を称する時、裴寛がその筆頭となった。仏教にも熱心であり、桑門と交際するのを好み、老いるにつれその傾向は強くなったと伝えられる。
裴寛の兄弟八人は全員、科挙の明経に合格して高官となった。兄弟仲は良く、彼らは洛陽において、おおいに治績を上げた。子に裴諝がいる。

## 伝記資料
- 『旧唐書』巻百 列伝第五十「裴漼伝」
- 『新唐書』巻百三十　列伝第五十五「裴漼伝」
- 『資治通鑑』
- 鄭処誨『明皇雑録』
- 段成式『酉陽雑俎』